# گوگردی (پرنده)
گوگردی (پرنده) (نام علمی: Pitangus sulphuratus) نام یک گونه از سرده سائوروفاگوس است.